# Торриче
Торриче (итал. Torrice) — коммуна в Италии, располагается в регионе Лацио, подчиняется административному центру Фрозиноне.
Население составляет 4309 человек, плотность населения составляет 239 чел./км². Занимает площадь 18 км². Почтовый индекс — 03020. Телефонный код — 0775.
Покровителями коммуны почитаются San Bernardino, святой Себастьян и San Rocco, празднование 22 мая.